# Lunca Ilvei
Lunca Ilvei – wieś w Rumunii, w okręgu Bistrița-Năsăud, w gminie Lunca Ilvei. W 2011 roku liczyła 3086 mieszkańców.